# 長崎女子短期大学
長崎女子短期大学（ながさきじょしたんきだいがく、英語: Nagasaki Women's Junior College）は、長崎県長崎市弥生町19-1に本部を置く日本の私立大学。1896年創立、1966年大学設置。大学の略称は長崎女子短大、女短（めたん）。

## 概観

### 大学全体
- 長崎県長崎市に所在する日本の私立短期大学で、設置主体は学校法人鶴鳴学園[1]。
- 1966年に開学[2]。生活創造学科及び幼児教育学科の２学科から成り、長崎港を見渡す小高い丘の上にキャンパスがある。

### 教育及び研究
- 長崎女子短期大学の生活創造学科栄養士コースには、独自の科目として、「長崎食育学」と称した科目がある。これは、短大のある地元を通して日本に普及したパンやカステラなどの加工食品の実習や、長崎の食文化についての講義や長崎卓袱料理の試食といった内容のものが含まれている。幼児教育学科では、長崎女子短期大学附属幼稚園での保育の体験授業が行なわれている。

### 学風及び特色
- 長崎女子短期大学は、1896年笠原田鶴子により創設された長崎女子学院が起源となっている。中国の古典「詩経」の小雅・鶴鳴篇の中の一節「鶴九皐に鳴きて声天に聞こゆ」を建学の精神とする。鶴は、人に知られない山奥の沢辺で鳴いても、その声は遠くまで達するという意味であり、この詩句には深い人間的意味が込められている。

## 沿革
- 1951年
  - 3月10日 学校法人が成立する[3]。
- 1966年
  - 1月25日 左記を以て文部省[注 2]より短期大学の設置が認可される[4]。
  - 4月1日 鶴鳴女子短期大学（かくめいじょしたんきだいがく）として以下の学科体制にて開学[5]。
    - 家政科 入学定員100名[注 3]

  - 5月1日 学生数[7]/定員
    - 家政科 85[注釈 1]/100
- 1967年
  - 4月1日 家政科の入学定員を100→200に増員し、なおかつ以下の通り専攻分離する[注 4]。
    - 家政専攻 入学定員100名[注釈 2]
    - 食物栄養専攻 入学定員100名[注釈 2]

  - 5月1日 学生数[11]/定員
    - 家政科 219[注釈 1]/300
- 1968年
  - 4月1日 家政科家政専攻の入学定員を100→150に増募[注 5]。
  - 5月1日 学生数[14]/定員
    - 家政科 306[注釈 1]/450
- 1969年
  - 4月1日 鶴鳴女子短期大学を長崎女子短期大学に改称、かつ家政科食物栄養専攻の入学定員を100→150に増員[注 6]。
- 1970年
  - 4月1日 家政科に以下の専攻課程を増設する[注 7]。
    - 被服意匠専攻 入学定員50名[注 8]

  - 5月1日 学生数[20]/定員
    - 家政科 305[注釈 1]/600
- 1971年
  - 5月1日 学生数[21]/定員
    - 家政科 229[注釈 1]/600
- 1973年
  - 4月1日 この年度における出来事を以下、列挙する[注 9]。
    - 以下の学科を増設する[注 10]
      - 幼児教育学科 入学定員50名[注 11]

    - 家政科を家政学科に改称し[注 12]、なおかつ各専攻課程に其々減員あり[注 13]。
      - 家政専攻 100→30
      - 被服意匠専攻 50→30
      - 食物栄養専攻 150→100

  - 5月1日 学生数[28]/定員
    - 家政学科 289[注釈 1]/460
    - 幼児教育学科 78[注釈 1]/50
- 1975年
  - 5月1日 学生数[29]/定員
    - 家政学科 294[注釈 1]/320
    - 幼児教育学科 196[注釈 1]/100
- 1981年
  - 4月1日 以下の学科については、この年度で学生募集を最終とする[注 14]。
- 1982年
  - 4月1日 この年度の入学生より、家政学科家政専攻に被服意匠専攻を吸収して、以下の課程に再編される[注 15]。
    - 生活文化専攻 入学定員60名[注 16]。
- 1985年
  - 5月1日 学生数[33]/定員
    - 家政学科 274[注釈 1]/320
    - 幼児教育学科 208[注釈 1]/100
- 1986年
  - 5月1日 学生数[34]/定員
    - 家政学科 307[注釈 1]/320
    - 幼児教育学科 197[注釈 1]/100
- 1987年
  - 5月1日 学生数[35]/定員
    - 家政学科 329[注釈 1]/320
    - 幼児教育学科 192[注釈 1]/100
- 1988年
  - 4月1日 以下、学科及び専攻名を改称する[注 17]。
    - 家政学科→生活科学科
      - 生活文化専攻→生活情報専攻

  - 5月1日 学生数[38]/定員
    - 生活科学科 157[注釈 1]/160[注 18]
    - 幼児教育学科 191[注釈 1]/100
- 1989年
  - 4月1日 生活科学科における以下の専攻課程について入学定員に変更あり[注 19]。
    - 生活情報専攻 60→80
    - 食物栄養専攻 100→80

  - 5月1日 学生数[43]/定員
    - 生活科学科 ？[注 20]/320
    - 幼児教育学科 191[注釈 1]/160

  - 5月1日 学生数[44]/定員
    - 生活科学科 448[注釈 1]/320
    - 幼児教育学科 182[注釈 1]/160
- 1991年
  - 4月1日 生活科学科生活情報専攻の入学定員を80→120に増員[注 21]。
  - 5月1日 学生数[49]/定員
    - 生活科学科 466[注釈 1]/360
    - 幼児教育学科 189[注釈 1]/100
- 1992年
  - 4月1日 幼児教育学科の入学定員を50→80に増員[注 22]。
  - 5月1日 学生数[注 23]/定員
    - 生活科学科 499[注釈 1]/400
    - 幼児教育学科 211[注釈 1]/130
- 1993年
  - 5月1日 学生数[55]/定員
    - 生活科学科 504[注釈 1]/400
    - 幼児教育学科 215[注釈 1]/160
- 1999年
  - 5月1日 学生数[56]/定員
    - 生活科学科 281[注釈 1]/400
    - 幼児教育学科 210[注釈 1]/160
- 2001年
  - 4月1日 生活科学科に以下の専攻課程を増設する[注 24]。
    - 生活福祉専攻 入学定員40名[注 25]
- 2007年
  - 4月1日 幼児教育学科の入学定員を80→100に増募[注 26]。
- 2010年
  - 4月1日 生活科学科の生活福祉専攻を介護福祉専攻に名称変更[注 27]。
- 2011年
  - 4月1日 生活科学科生活情報専攻を生活総合ビジネス専攻に改称[注 28]。
- 2013年
  - 4月1日 生活科学科における以下の各専攻課程については、この年度で学生募集を最終とする[注 29]。
    - 生活総合ビジネス専攻
    - 食物栄養専攻
    - 介護福祉専攻
- 2018年
  - 4月1日 生活創造学科の入学定員を140→100に減員[注 30]。
- 2021年
  - 4月1日 生活創造学科の入学定員を100→70に減員[69]。

## 基礎データ

### 所在地
- 長崎県長崎市弥生町19-1

### アクセス
- JR長崎本線長崎駅前東口又は南口から長崎バス（「早坂(長崎女子短大)」行で終点下車）を利用するのが最も便利である。

### 象徴
- 長崎女子短期大学のエンブレムは、経営母体である学校法人鶴鳴学園にちなんで鶴を模したものになっているホームページほか右記資料も参照のこと[注 31]。

## 教育及び研究

### 組織

#### 学科
- 生活創造学科 入学定員70名[1]
  - 栄養士コース：ユニークな科目として｢長崎食育学｣がある。
  - ビジネス・医療秘書コース
- 幼児教育学科 入学定員100名[1]

##### かつて生活科学科・家政学科に設置されていた専攻課程
- 家政学科→生活科学科
  - 家政専攻→生活文化専攻→生活情報専攻→生活総合ビジネス専攻 入学定員40名[注釈 3]
  - 食物栄養専攻 入学定員80名[注釈 3]
  - 被服意匠専攻 入学定員30名[注 32]
  - 生活福祉専攻 入学定員40名[注釈 3]

#### 専攻科
- なし

#### 別科
- なし

##### 取得資格について
資格
- 栄養士：生活創造学科栄養士コースにて取得できる[注 33]
- 保育士：幼児教育学科にて取得できる。

教職課程
- 幼稚園教諭二種免許状：幼児教育学科にて取得できる。
- 旧生活創造学科介護福祉士コース（2019年廃止）では、所定の養成課程を修了した者に介護福祉士国家試験の受験資格が認められていた[77]。なお、旧生活科学科生活福祉専攻も同様[78]。
- かつて、中学校教諭二種免許状が取得できる課程があった[注 34]。
  - 家庭：概ね1998年度までの入学生の生活科学科食物栄養専攻にて取得できるようになっていた[注 35]。さらに、過去では生活情報専攻の前身である旧来の家政学科家政専攻（のちの生活文化専攻）でもこの課程が設置されていた[注 36]。
  - 保健：生活情報専攻の前身である旧来の家政学科家政専攻（のちの生活文化専攻）にて設置されていた。

### 研究
- 『紀要』[84]

## 学生生活

### 部活動・クラブ活動・サークル活動
- 2024年現在、長崎女子短期大学では、以下の部活動が活動している。
  - パン部
  - 軽音楽部

### 学園祭
- 長崎女子短期大学の学園祭は所在地に因んで「弥生祭」と呼ばれる。毎年、概ね10月又は11月に行なわれている。

## 施設

### キャンパス
- １号館
- ２号館
- 図書館（２号館内）
- 記念ホール（２号館内）
- 中庭
- 野外ステージ
- グラウンド
- 体育館

### 学生寮
- 学生寮として、「若竹寮」がある。系列校の長崎女子高等学校の生徒も入寮している。

## 対外関係

### 関係校
- NICEキャンパス長崎

### 系列校
- 長崎女子高等学校

## 社会との関わり

### 公開講座
- 開講情報は、公式サイトで確認できる。

### はじめて料理レッスン
- 中高生を対象とした「はじめて料理レッスン」を行っている。最新情報は、公式サイトで確認できる。

## 卒業後の進路について

### 就職先
- 最新の実績は、公式サイトで公開している。

### 編入学・進学実績
- 最新の実績は、公式サイトで公開している。

## 附属学校
- 長崎女子短期大学附属幼稚園